# Lydia Alfonsi

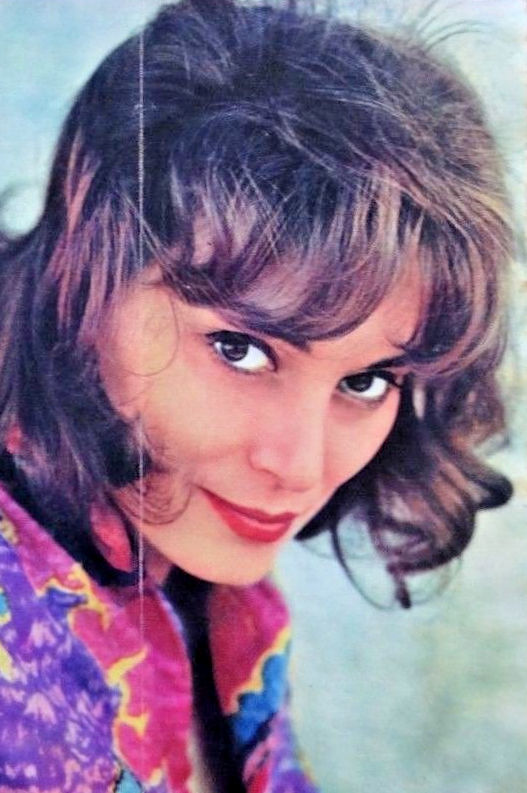
Lydia Alfonsi (1962)

Lydia Alfonsi (auch Lidia Alfonsi; * 28. April 1928 in Parma; † 21. September 2022 ebenda) war eine italienische Schauspielerin.

## Leben
Alfonsi, die aus gutbürgerlichen und wohlhabenden Verhältnissen stammte, brach ihre Ausbildung zur Buchhalterin ab, um eine Theaterkarriere zu beginnen. 1946 debütierte sie in Ora di dilettante und gewann in Pesaro einen Nachwuchswettbewerb; Jurymitglied Anton Giulio Bragaglia engagierte sie direkt für sein Ensemble. Recht schnell wurde sie in Hauptrollen von Dramen besetzt; sie spielte Stücke von Eugene O’Neill und unter Giorgio Strehler Der Diener zweier Herren von Carlo Goldoni. Zeit ihrer Karriere blieb die Bühne ihr liebstes und wichtigstes Betätigungsfeld. Häufig spielte sie in klassischen Werken, darunter viele griechische Tragödien, wo sie ihre intensive und außergewöhnliche Expressivität wie ihre Eleganz einbringen konnte.
Nachdem Alfonsi zu Beginn des Jahrzehnts schon zwei kleine Filmrollen innegehabt hatte, begann sie 1957 mit einer intensiveren Tätigkeit für die Leinwand; wie ihre Fernsehauftritte blieb diese aber in relativ geringem Umfang. Dabei war sie sowohl in künstlerisch anspruchsvollen Filmen als auch in Genrewerken zu sehen. Für den Bildschirm arbeitete sie ab 1960 bis zu seinem Tod durch einen Autounfall 1963 oft mit dem Regisseur Giacomo Vaccari zusammen, mit dem sie auch privat verbunden war. Gelegentlich nahm sie auch Engagements für das Fernsehen an. Nach 1970 stand Alfonsi nur noch sporadisch vor der Kamera, ihre letzte Filmrolle spielte sie 1997 in der oscarprämierten Tragikomödie Das Leben ist schön.
Alfonsi wurde zum Großoffizier der Republik Italien ernannt.

## Filmografie (Auswahl)
- 1950: Ein Hundeleben (Vita da cani)
- 1958: Die unglaublichen Abenteuer des Herkules (Le fatiche di Ercole)
- 1959: Wo der heiße Wind weht (La legge)
- 1960: Gefährliche Nächte (I delfini)
- 1960: König der Seeräuber (Morgan il pirata)
- 1961: Der Kampf um Troja (La guerra di Troia)
- 1962: Gebrandmarkt (Un uomo da bruciare)
- 1963: Die drei Gesichter der Furcht (I tre volti della paura)
- 1964: Das Leben des Michelangelo (Vita di Michelangelo) (Fernseh-Miniserie)
- 1967: Von Angesicht zu Angesicht (Faccia a faccia)
- 1969: Liebesvögel (Lovebirds)
- 1990: Offene Türen (Porte aperte)
- 1997: Das Leben ist schön (La vita è bella)